# العراق في الألعاب الأولمبية الصيفية 1948
شاركت العراق لأول مرة في الألعاب الأولمبية الصيفية بدورة 1948  في لندن بإنجلترا، تحت اسم المملكة العراقية الهاشمية.
و جاءت المشاركة في رياضتين هما ألعاب القوى وكرة السلة، بوفد رياضي يتكون من 12 رياضيا.